# 15 хвилин слави
15 хвилин слави (англ. 15 minutes of fame) — явище короткострокової медіа-публічності або відомості особи чи феномену. Вислів був натхненний цитатою, приписуваної Енді Ворголу: «В майбутньому, кожен буде всесвітньо відомим на 15 хвилин» з нібито програмки до виставки його робіт у Музеї сучасного мистецтва в Стокгольмі 1968 року. Фотограф Нат Фінкельштейн претендує на авторство цього виразу, стверджуючи, що він фотографував Воргола у 1966 році для запропонованої книги. Зібрався натовп, охочий потрапити до кадру, і начебто Воргол відзначив, що всі хочуть бути відомими, на що Фінкельштейн відповів, «Так, приблизно 15 хвилин, Енді». Феномен часто використовують, посилаючись на постаті індустрії розваг чи інших сфер поп-культури на кшталт реаліті-телебачення та сервісу YouTube.
Твердження може бути адаптацією ідеї Маршала Маклуена щодо того, як телебачення відрізняється від інших засобів масової інформації тим, що залучає людей до змагання. Старішою версією цього ж поняття в англійській мові є вираз «nine days' wonder» («дев'ятиденне диво»), що датується щонайменше Єлизаветинською епохою.

## Трактування
Німецький мистецтвознавець Бенджамін Бухло припускає, що основний догмат естетики Воргола, «систематичне знедійснювання ієрархії репрезентативних функцій та технік» мистецтва, прямо відповідає переконанню, що «ієрархію об'єктів, вартих репрезентації, буде колись знищено», отже будь-хто, а звідси «кожен», може бути відомим, щойно та ієрархія зникне, «в майбутньому», що, логічно розширивши, дасть «в майбутньому кожен буде відомим», а не лише особи, варті слави.
З іншого боку, значне поширення адаптованої ідіоми «мої п'ятнадцять хвилин» та її входження до спільного вжитку, призвело до дещо відмінного використання та стосується ефемерності слави в епоху інформації та, останнім часом, демократизації медійних виходів, що прийшли з появою інтернету. В такому формулюванні цитату Воргола розуміють як «В сучасному світі, через те, що існує так багато каналів, якими особа може досягти хоч і нетривалої, але слави, практично кожен може стати відомим на короткий проміжок часу».
Існує третє, ще більш віддалене трактування терміну, в разі використання особою, що є справді або майже відомою протягом короткого проміжку часу, який і символізують ці «п'ятнадцять хвилин».
Джон Ланґер говорить, що 15 хвилин слави є невмирущим поняттям, адже дозволяє буденній діяльності набути «значного впливу». Таблоїдна журналістика та папараці посилили цей тренд, перетворивши ще колись ймовірне обмежене висвітлення у мас-медіа на постійне покриття, навіть якщо початкова причина медійної зацікавленості минула.

## Похідні фрази
В пісні «I Can't Read», виданій гуртом Tin Machine Девіда Бові, цю фразу використали, прямо звертаючись до Енді Воргола: «Andy, where's my 15 minutes?» («Енді, де мої 15 хвилин?»). Епоха реаліті-телебачення внесла свої корективи: «В майбутньому, кожен буде незнаним 15 хвилин». Британський художник Бенксі створив скульптуру з телевізора, написавши на екрані «В майбутньому, кожен буде анонімним 15 хвилин»; ці слова згодом потрапили до тексту пісні «The Actor» Роббі Вільямса з його альбому Rudebox.
Дещо новішою адаптацією вислову Воргола, можливо, викликаною розвитком соціальних онлайн-мереж, блогерства та інтернет-популярності, є твердження, що «В майбутньому, кожен буде відомим п'ятнадцятьом людям», або, в іншому тлумаченні, «У вебі кожен буде відомим п'ятнадцятьом людям». Хоч цитату і приписали Девіду Вайнбергеру, вважають, що створив її шотландський митець Момус.
У своїй пісні «I Don't Like the Drugs (But the Drugs Like Me)» з альбому Mechanical Animals Мерилін Менсон натякає на термін рядками «We're rehabbed and we're ready for our fifteen minutes of shame» («Ми реабілітувались та готові до своїх п'ятнадцяти хвилин сорому»), що є частиною теми пісні, а саме запеклого ескапізму за допомогою наркотиків.
Також гурт Queensrÿche використовує слова «I guess Warhol wasn't wrong / Fame fifteen minutes long» («Напевне Воргол не помилявся / Слава тривалістю п'ятнадцять хвилин») в одній з пісень свого відомого антигеройського альбому Operation: Mindcrime, щоб у такий спосіб показати як псується суспільство заради своєї мети. 